# Parafia Zbawiciela Świata w Szprotawie
Parafia Zbawiciela Świata w Szprotawie – parafia Kościoła Polskokatolickiego w RP, położona w dekanacie lubuskim diecezji wrocławskiej. Proboszczem parafii jest ks. mgr. dziekan Stanisław Stawowczyk. Msze św. sprawowane są według ogłoszeń. 
Parafia polskokatolicka w Szprotawie założona została w 1961 roku i była pierwszą placówką tego Kościoła na terenie dawnego województwa zielonogórskiego. Pierwsi wyznawcy (w liczbie ok. 100) rekrutowali się ze środowiska robotniczo-chłopskiego i byli osiedleńcami z Małopolski. 4 grudnia 1961 roku polskokatolicy otrzymali opuszczony kościół poewangelicki w Szprotawie-Puszczykowie z XIV wieku, który pierwotnie miał zostać przyznany wyznawcom prawosławia. Pierwsza Msza św. odprawiona została 10 grudnia 1961 roku przez ks. dziek. Józefa Pracza. Administratorem parafii i jej pierwszym organizatorem był ks. Eugeniusz Elerowski. 28 października 1962 roku nastąpiło poświęcenie odremontowanego kościoła parafialnego przez bp. Juliana Pękalę. 
W 1995 roku kościół parafialny został odrestaurowany staraniem ks. dziek. Ryszarda Szykuły, który w 2008 roku uroczyście obchodził 30-lecie posługi kapłańskiej. W 2002 roku parafia przejęła kościół ewangelicki Zbawiciela Świata i podjęła się jego remontu generalnego.
W 2021 roku proboszczem parafii został ks. mgr. dziekan Stanisław Stawowczyk.

## Źródła
- K. Adamus-Darczewska, Kościół polskokatolicki: Społeczne warunki jego powstania i działalności na wsi, Wrocław-Warszawa-Kraków 1967, s. 283.
- A. Chabasińska, Kościół Polskokatolicki na Ziemi Lubuskiej (PDF) (dostęp: 16.05.2011)
- E. Elerowski, Parafie Polskiego Narodowego Katolickiego Kościoła w Polsce na tle historii, Warszawa 2011, s. 251.
- H. Makuszewski, Jubileusz ks. Ryszarda Szykuły, polskokatolicki.pl (dostęp: 13.08.2017)